# 마쓰다이라 노부오키 (1630년)

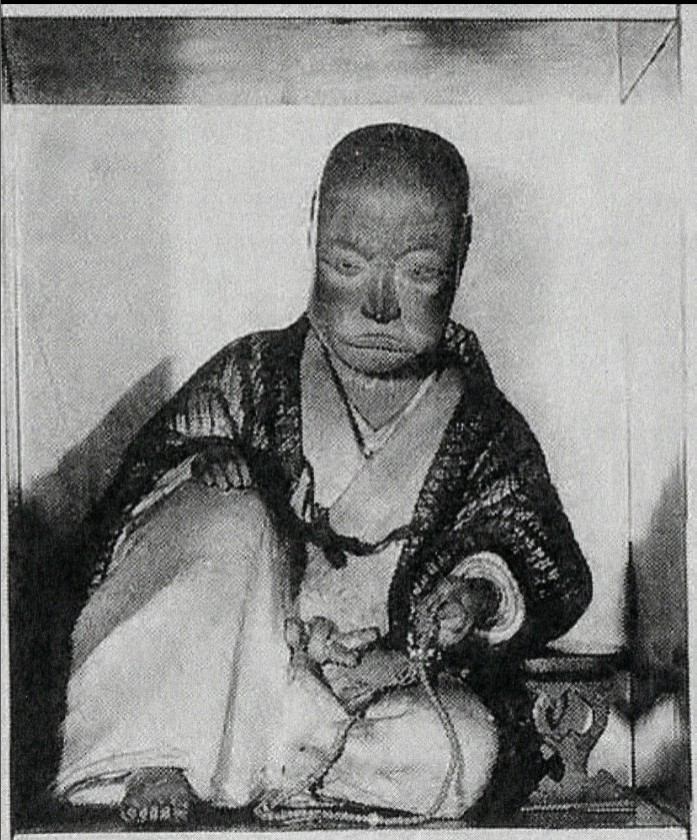
마쓰다이라 노부오키 목상

마쓰다이라 노부오키(일본어: 松平信興, 1630년 9월 17일 ~ 1691년 10월 3일)는 에도 시대 전기의 다이묘이다. 에도 막부에선 와카도시요리, 오사카 조다이, 교토 쇼시다이를 역임하였다. 다카사키번계 오코치 마쓰다이라가(高崎藩系大河内松平家) 시조.
마쓰다이라 이즈노카미 노부쓰나의 오남으로 태어났다.

## 같이 보기
- 야마모토 간스케

| 전임 (마쓰다이라 노부쓰나) | 제1대 다카사키 번계 오코치 마쓰다이라가 1662년 ~ 1691년 | 후임 마쓰다이라 데루사다 |

| 전임 쓰치야 마사나오 | 쓰치우라 번 번주 (오코치 마쓰다이라가) 1682년 ~ 1687년 | 후임 쓰치야 마사나오 |

|  | 제1대 셋쓰국·가와치국의 다이묘 (오코치 마쓰다이라가) 1687년 ~ 1691년 | 후임 마쓰다이라 데루사다 |

| 전임 나이토 시게요리 | 제18대 오사카 조다이 1687년 ~ 1690년 | 후임 도키 요리타카 |

| 전임 나이토 시게요리 | 제11대 교토 쇼시다이 1690년 ~ 1691년 | 후임 오가사와라 나가시게 |